# Ṝ
Ṝ (minuskule ṝ) je speciální písmeno latinky. Nazývá se R s tečkou dole a s vodorovnou čárkou nahoře. Jediné použití tohoto znaku je přepis sanskrtu do latinky, někdy se však může objevit i v přepisu jiných jazyků používajících písmo dévanágarí. V dévanágarí odpovídá Ṝ znaku ॠ.
V Unicode mají písmena Ṝ a ṝ tyto kódy:
-Ṝ U+1E5C
-ṝ U+1E5D